# Juan Francisco Fernández de Heredia
Juan Francisco Fernández de Heredia, quien usó el pseudónimo de Fernando Alvario Díez de Aux y Granada, fue un caballero, político y escritor español de la segunda mitad del siglo XVII.

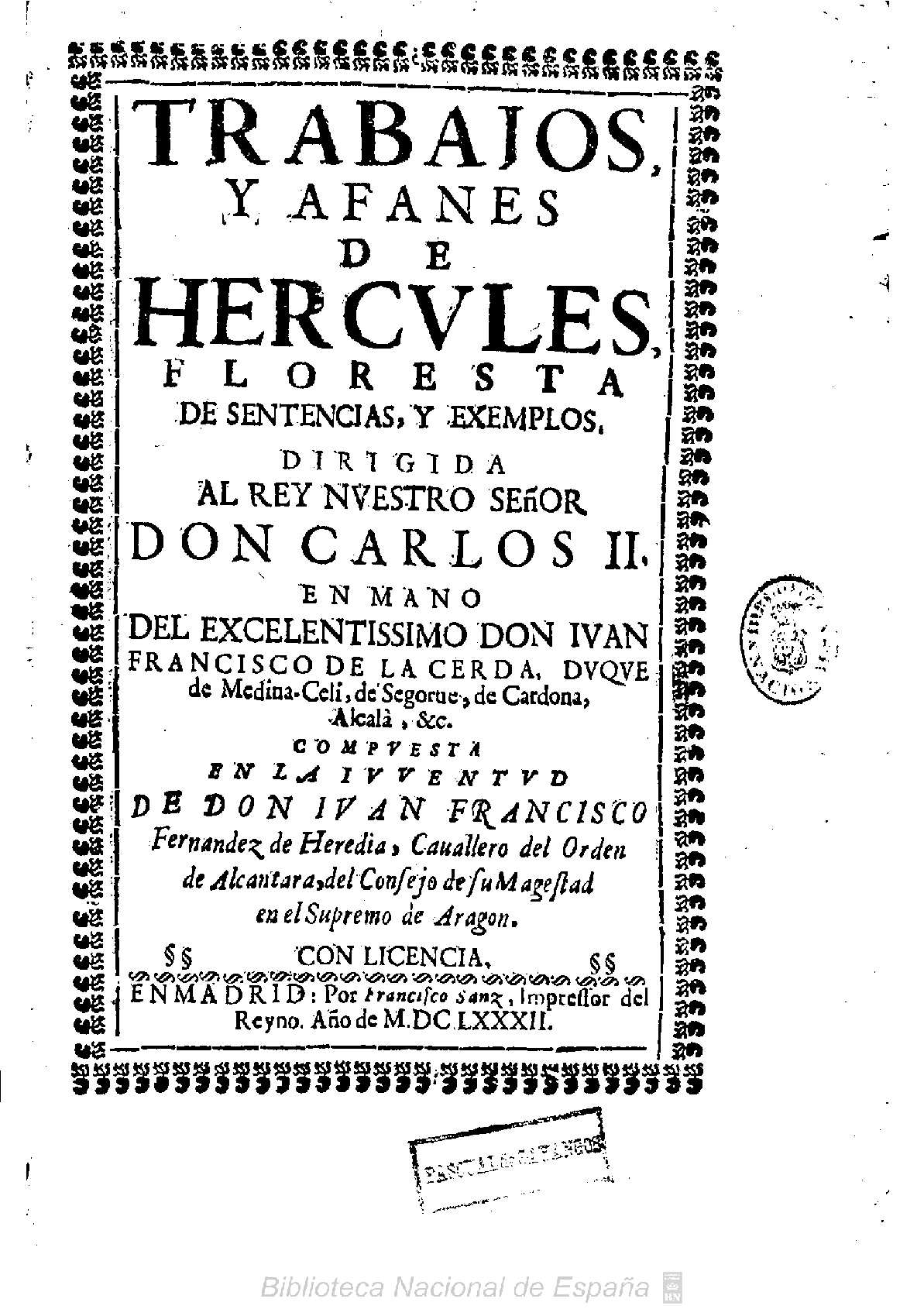
Trabajos y afanes de Hercules, de Juan Francisco Fernández de Heredia, en 1682.

## Biografía
Según Latassa, nació en Zaragoza y pertenecía a la casa condal de Fuentes. Fue caballero de la Orden de Alcántara y estuvo en el Consejo de Hacienda y Junta de millones antes de pasar a ser Regente del Consejo de Aragón doce años. En 1653 fue del Consejo y contaduría mayor de cuentas. Fue también oidor en las Chancillerías de Valladolid y de Granada, entre otros destinos de toga y sirvió como Arcediano en Daroca desde 1655 a 1678. Conocía bien el griego y otros idiomas vulgares.
Escribió Trabajos y afanes de Hércules. Floresta de sentencias y exemplos dirigida al Rey nuestro Señor Don Carlos II... compuesta en la Juventud de Don Juan... Cavallero del Orden de Alcántara, del Consejo de Su Magestad en el Supremo de Aragón (Madrid: Francisco Sanz, 1682). Se trata de un libro de emblemas que consta de 56 grabados seguidos de los acostumbrados comentarios. Está escrito con un estilo hinchado y retórico, huero y afectado, intentando reflejar con el lenguaje la magnificencia de las hazañas que relata. Desde luego, carece de la intención moral que se le supone a la emblemática y es obra de juventud del autor, quien cultiva el conceptismo e imita a Séneca y a Baltasar Gracián.
Pero su obra más leída fue sin duda su biografía Séneca y Nerón (1642), que alcanzó tres ediciones más.

## Obras
- Séneca y Nerón, Madrid, 1642; 2.ª edición renovda Madrid, Impr. Imperial, por la Viuda de José Fernández de Buendía, 1648; Lisboa, 1648; Madrid, 1680.
- Oración panegírica historial a la vida y hechos de San Victoiran, eremita y abad, plectro sonoro del yermo, y armonia celeste conventual, Madrid: Lucas Antonio de Bedmar y Baldivia, publicado en 1676 pero compuesto 30 años antes, según el prólogo.
- Memorial de la ascendencia del Conde de Aranda por las casas de Urrea y Díez de Aux, escrito en defensa de su hermano mayor sobre sus respectivos derechos, Madrid, manuscrito.
- Trabajos y afanes de Hercules, floresta de sentencias, y exemplos. Dirigida al rey nuestro señor Don Carlos II. En mano del excelentissimo Don Juan Francisco de La Cerda, duque de Medina-Celi, de Segorve, de Cardona, Alcalà, &c. Compuesta en la juventud de Don Juan Francisco Fernandez de Heredia, cavallero del orden de Alcantara, del consejo de Su Magestad en el supremo de Aragon. (Madrid: Francisco Sanz, 1682).

### Obras perdidas
- Decissiones vallisoletanas, 2 vols.
- Tractatus de delecto militu
- El Salomón pacífico